# Lõpe (Pühalepa)
Lõpe − wieś w Estonii, w prowincji Hiuma, w gminie Pühalepa.